# Жиманка
 Жиманка (пол. Żymanka) —  річка  в Польщі, у Тарновському й Домбровському повітах Малопольського воєводства. Ліва  притока Жабниці , (басейн Балтійського моря).

## Опис
Довжина річки приблизно 11,28 км, найкоротша відстань між витоком і гирлом — 9,64  км, коефіцієнт звивистості річки — 1,17 . Формується безіменними струмками.

## Розташування
Бере  початок у селі Гожице (гміна Жабно). Тече переважно на північний схід через Домбрувку-Ґожицьку, Пільча-Желіховську, Цьвікув і у селі Гронди впадає у річку Жабницю, ліву притоку Бреню.

## Цікавий факт
На лівому березі річки за 1,70 км у селі Заліпе розташований Дім Малярства.